# 佐野皓大
佐野 皓大（さの こうだい、1996年9月2日 - ）は、大分県佐伯市出身のプロ野球選手（外野手）。右投右打。オリックス・バファローズ所属。

## 経歴

### プロ入り前
小学校4年時に「佐伯リトルヤンキース」で軟式野球を始めると、佐伯市立鶴谷中学校時代には「大分南リトルシニア」でプレー。九州大会でベスト4を経験した。
大分高等学校への進学後は、1年生の秋にエースの座を確保すると、2年生の秋から「4番・投手」として投打にわたって活躍。明豊高校と対戦した3年夏の選手権大分大会決勝では、延長10回を投げて5失点ながら、打者として4打数3安打を記録。チームを春夏通じて初めての全国大会出場へ導いた。全国大会では日本文理高校との1回戦に「4番・投手」として先発したが、8回を投げて13安打で5失点。打者としても4打数無安打と振るわず、チームは初戦敗退を喫した。
2014年10月23日に行われたドラフト会議では、オリックス・バファローズに3位指名を受け、契約金5000万円、年俸600万円（金額は推定）という条件で入団した。背番号は12。担当スカウトは山口和男。

### オリックス時代

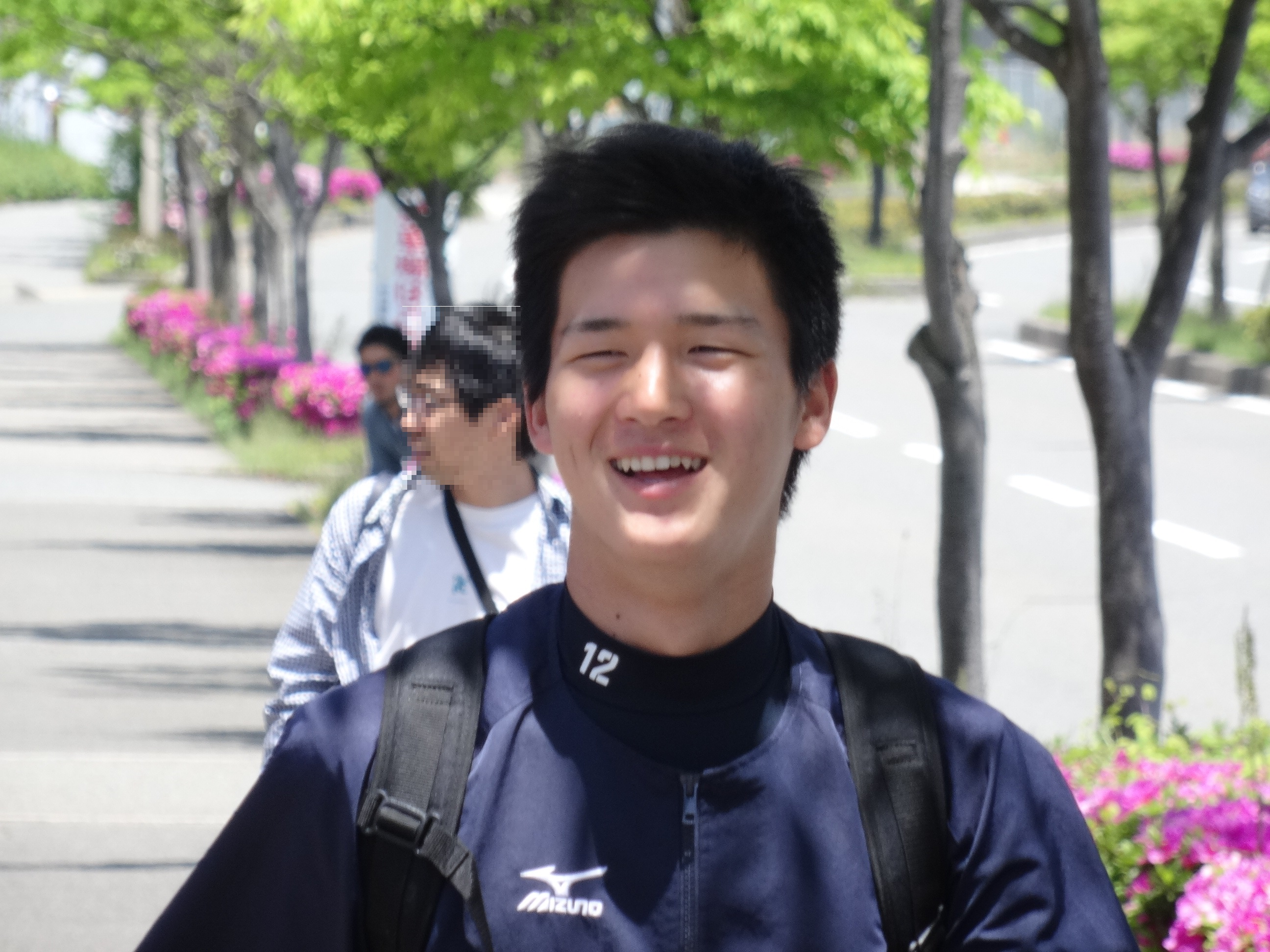
2015年5月5日 神戸第二サブ球場にて

2015年は、ウエスタン・リーグ公式戦17試合に登板。通算で55回2/3を投げたが、0勝8敗、防御率7.28という成績にとどまった。
2016年は、ウエスタン・リーグ公式戦20試合に登板。2勝1敗、防御率3.03を記録したが、シーズン終了後に背番号を64へ変更することが球団から発表された。
2017年は、ウエスタン・リーグ公式戦6試合に登板。通算投球回数はわずか5イニングで、勝敗は付かず、防御率も7.20と振るわなかった。入団以来一軍公式戦への登板機会がなかったことに加えて、本人曰く「イップスでまともに投げられなくなった」（詳細後述）とのことから、内野手へ転向することを決意。シーズン終了後の練習から、遊撃手として再スタートを切った。10月28日に支配下選手契約の解除を球団から通告されたが、上記の事情から、11月21日に育成選手契約を締結。背番号も121に変更した。
2018年からは、登録ポジションを投手から内野手へ変更。7月31日に支配下登録選手へ復帰したことを機に、登録ポジションを外野手、背番号を93に改めた。8月20日には、登録を右打ちから両打ちに変更。ウエスタン・リーグ公式戦には72試合の出場で、打率.183、1本塁打ながら、山足達也に次いでチーム2位の6盗塁を記録した。10月5日の対福岡ソフトバンクホークス25回戦（京セラドーム大阪）では8回裏に代走で一軍公式戦へのデビューを果たしたが、打席には立たずシーズンを終えた。シーズン終了後には、台湾で開かれたアジアウインターリーグに、NPBウエスタン・リーグ選抜チームの一員として参加。主に代走として14試合に出場し、リーグトップの11盗塁を記録した。
2019年は、春季キャンプを二軍で迎えたが、途中から一軍へ昇格。オープン戦は14試合の出場で、打率.385、チームトップの7盗塁という好成績を残した末に、プロ入り後初めての開幕一軍入りを果たした。4月2日の対ソフトバンク戦（京セラドーム）9回裏に代打で一軍公式戦初打席を迎えると、川原弘之から右打席で一軍公式戦初安打を記録。そのまま一軍へ定着すると、7月6日の同カード（ほっともっとフィールド神戸）の5回裏に、大竹耕太郎から右打席で一軍公式戦での初本塁打を放った。5日後（11日）のフレッシュオールスターゲーム（楽天生命パーク）にも、チームメイトの頓宮裕真の故障辞退に伴う補充扱いながら、ウエスタン・リーグ選抜チームのメンバーとして初出場。6回表に代打で清水昇から左打席で二塁打を放つなど、2打席2安打1盗塁1得点と活躍した。シーズン通算では、一軍公式戦68試合の出場で、チーム2位の12盗塁を記録。通算打率は.207で、右打席で.234（63打数15安打）、1本塁打、9打点、19三振だったのに対して、前年から取り組み始めた左打席では.175（57打数10安打）、24三振と振るわなかったため、シーズン終了後の秋季キャンプからは右打席のみで打撃練習に取り組んだ。キャンプ終了後の11月8日には、オリックスの選手としては小瀬浩之以来10年ぶりに背番号41を付けることを発表（詳細後述）。12月にはオーストラリアン・ベースボールリーグへ参加した。
2020年は、右打ちに再び専念しながら、前年に続いてレギュラーシーズンの開幕から一軍へ帯同。一軍公式戦では、勝負どころでの代走を中心に、シーズン中盤の9月10日まで46試合へ出場していた。走塁面では9月10日の時点でチームトップの13盗塁（盗塁成功率100%）、打撃面では通算40打席ながら打率.258を記録。その一方で、両打ちに再び取り組む意向を示したため、打席に立つ機会を増やすことを前提に同日付で出場選手登録を抹消、抹消後に、右打の登録を再び両打に戻した。9月30日に、スイッチヒッターとして一軍へ復帰。復帰後には盗塁死を4回喫したものの、一軍公式戦全体では、77試合の出場でチームトップ（パシフィック・リーグ5位）の20盗塁を記録した。シーズン終了後の12月3日に、NPBの一軍最低保証年俸に当たる1600万円（前年から310万円増）という条件で契約を更改。更改後の記者会見では、翌2021年以降も両打ちを継続することを前提に、この年に50盗塁で初の盗塁王のタイトルを獲得した周東佑京（ソフトバンク所属、自身と同じ育成選手契約の経験者）へ対抗すべく、左打席を中心に出塁率を向上させることを目標に挙げた。
2021年は、同姓の佐野如一が入団したことに伴って、報道上およびスコアボード上の表記を「佐野皓」に変更した。自身はオープン戦通算で15安打（NPB全12球団の出場選手では東北楽天ゴールデンイーグルスの辰己涼介と並んで2位）を記録するほど好調で、レギュラーシーズンに入ってからも、3月26日に埼玉西武ライオンズとの一軍開幕戦（メットライフドーム）で「1番・中堅手」としてスタメンでフル出場。4月11日の対北海道日本ハムファイターズ戦でも「2番・右翼手」としてスタメンに起用されると、1回裏の第1打席でシーズン初本塁打を左投手の加藤貴之から右打席で放った。この本塁打では打球を左翼スタンドの最上段（5階席）にまで飛ばすなど、オープン戦から続く好調ぶりを見せていたが、その後は前年まで正二塁手だった福田周平が当人の志願によるコンバートを経て「1番・中堅手」としてスタメンに定着したこともあり、一軍と二軍を頻繁に往復。結局、一軍公式戦全体では出場試合数が67、打率が.146、盗塁が5個と、いずれも前年の成績を下回った。本塁打も前述した1本だけにとどまったものの、チームがパシフィック・リーグの覇者として臨んだポストシーズンの試合にも出場。東京ヤクルトスワローズとの日本シリーズでは、全6試合中4試合で代走に起用されると、11月20日の第1戦（いずれも京セラドーム大阪）でチームのサヨナラ勝利につながる得点を記録した。
2022年は、レギュラーシーズンの開幕一軍入りを4年連続で果たすと、4月3日の対日本ハム戦（京セラドーム大阪）と同月9日の対千葉ロッテマリーンズ戦（ZOZOマリンスタジアム）でスタメンに起用。いずれの試合でも、左投手を相手に右打席で本塁打を放った。しかし、9日の試合前に受診していたPCR検査で、新型コロナウイルスの陽性反応が出たことが翌10日に判明。無症状ではあったものの、NPBが定める「感染拡大防止特例2022」（感染特例2022）に基づき、出場選手登録の抹消と隔離療養に至った。4月17日には、「感染特例2022」による再登録を経て、京セラドーム大阪の対西武戦で決勝打を記録。5月7日には右脚ハムストリングの損傷で登録を再び抹消されたが、実際には大事に至らず、最短期間（10日間）で一軍に復帰している。
2023年は、両打ちから右打ちへ登録を変更した。シーズン初先発となった5月9日の楽天戦（楽天モバイルパーク）では、起用に応え、早川隆久から第1号となる本塁打を放ち勝利に貢献した。しかしそこから打率.167と結果が残せず、47試合の出場に留まった。
2024年は、6月15日の東京ヤクルトスワローズ戦（京セラ）で7回に代走起用され二塁盗塁を試みた際に右足首を負傷し、翌16日に登録を抹消された。21日に右足関節内果骨折骨接合術、右足前距腓靭帯修復術を行ったことが球団を通じて発表された。

## 選手としての特徴
50m走のタイム5秒8の俊足と高い走塁センスが光る外野手。打撃ではパンチ力が魅力。
投手としては高校時代に最速152km/hを記録したストレートを持ち味としていた。スライダーなどの変化球も投げていたほか、遠投では最長で124mを記録した。その一方で、打者としては、高校時代に対外試合で通算11本の本塁打を放っていた。
オリックスへの入団3年目（2017年）に投手から野手への転向を決めたきっかけは、同年5月21日にウエスタン・リーグの対広島東洋カープ戦（三原市民球場）で試合中にブルペンで投球練習へ臨んでいたところ、ストライクゾーンを狙って投げたはずのボールがブルペンの後方に設けられていたネットを直撃したことにある。本人曰く「この一投を境に、ストライクゾーンへボールを投げられないばかりか、マウンドに立っただけで気持ち悪くなった。投手としての限界を感じながらも、手応えを徐々につかんでいたところでイップスへ急に見舞われたような感じだった」とのことで、投球フォームが高校時代から大きく変わっていたことも相まって、一時は現役からの引退を考えていたという。しかし、オリックスの現役選手で屈指の身体能力を持つことを背景に、育成管理部長（当時）の熊谷泰充からの勧めで内野手への転向を決意した。なお、転向に際しては、「走ることに自信があるので、糸井嘉男さんみたいになりたい」とコメント。プロ野球選手としての線の細さを首脳陣から指摘されながらも、一軍の公式戦で多くの盗塁を成功させているほか、外野の守備では元・投手らしい強肩を生かした返球でチームのピンチを何度も救っている。
両打ち時代、左打席では右打席よりも1cm長いバットを使用していた。

## 人物
実家は焼肉料理店を営んでいる。
実家でウサギ、インコ、熱帯魚、ウーパールーパーなどを飼っていたほどの動物好きであるが、オリックスへの入団後から居住している青濤館（合宿所）では動物の飼育を禁じているため、入団の際には「退寮後に動物園を作りたい」と語っていた。2019年6月から交際していた一般女性と、交際開始から3か月後（9月）に結婚したことを機に青濤館を退寮。2020年11月に第一子が誕生した。
オリックス入団2年目の2016年1月12日、小松聖・白仁田寛和（当時のチームメイト）や吉良俊則（かつて大阪近鉄バファローズ→オリックスの外野手だったトレーナー）との福岡県北九州市のJR九州硬式野球部グラウンドでの自主トレーニングからの帰路で、住宅街の路上にうずくまっていた96歳の女性を発見。数百メートル離れた女性の自宅まで送り届けた。女性は股関節の周辺を骨折していたため、後に病院へ搬送されたが、大事には至らなかった。
同郷の元大相撲力士・嘉風は、母親のいとこの友人に当たる。オリックス2年目のシーズン終了後（2017年1月）には、自主トレーニングの一環で、嘉風が現役の力士として所属していた尾車部屋へ2日間にわたって体験入門。嘉風自身も、佐野の実家の焼肉料理店を訪れたことがあるという。
オリックスに入団してから7年目（2020年）までに、背番号を4度変更している。2020年シーズンから背負っている41は、2008年の入団時から着用していた小瀬が2010年の春季キャンプ中に宿泊先のホテルから転落（後に死亡）して以来、10シーズンにわたって事実上空番として扱われてきた。佐野は、2019年のシーズン終了後に4度目の背番号変更を打診された際に、自身の意思で41を選択。後に球団から上記の経緯について説明を受けたが、「インターネット（の記事など）で知っているぐらいで、あまり気にしていない。むしろ、今後は背番号41を付けて勝利に貢献するとともに、41を自分の背番号として定着させたい」という固い決意を示したため、球団側も佐野の前向きな意思を尊重した。ちなみに、佐野と小瀬は生年こそ違うものの、同じ日（9月2日）に誕生している。

## 詳細情報

### 年度別打撃成績
| 年 度     | 球 団      | 試 合 | 打 席 | 打 数 | 得 点 | 安 打 | 二 塁 打 | 三 塁 打 | 本 塁 打 | 塁 打 | 打 点 | 盗 塁 | 盗 塁 死 | 犠 打 | 犠 飛 | 四 球 | 敬 遠 | 死 球 | 三 振 | 併 殺 打 | 打 率 | 出 塁 率 | 長 打 率 | O P S |
| --------- | ---------- | ----- | ----- | ----- | ----- | ----- | -------- | -------- | -------- | ----- | ----- | ----- | -------- | ----- | ----- | ----- | ----- | ----- | ----- | -------- | ----- | -------- | -------- | ----- |
| 2018      | オリックス | 1     | 0     | 0     | 1     | 0     | 0        | 0        | 0        | 0     | 0     | 0     | 0        | 0     | 0     | 0     | 0     | 0     | 0     | 0        | ----  | ----     | ----     | ----  |
| 2019      | オリックス | 68    | 130   | 121   | 22    | 25    | 5        | 1        | 1        | 35    | 9     | 12    | 3        | 3     | 0     | 5     | 0     | 1     | 43    | 2        | .207  | .244     | .289     | .533  |
| 2020      | オリックス | 77    | 162   | 140   | 22    | 30    | 5        | 3        | 0        | 41    | 3     | 20    | 4        | 13    | 0     | 9     | 0     | 0     | 37    | 2        | .214  | .262     | .293     | .555  |
| 2021      | オリックス | 67    | 87    | 82    | 15    | 12    | 2        | 1        | 1        | 19    | 2     | 8     | 2        | 3     | 0     | 1     | 0     | 1     | 26    | 0        | .146  | .167     | .232     | .398  |
| 2022      | オリックス | 78    | 118   | 107   | 12    | 24    | 6        | 0        | 2        | 36    | 9     | 5     | 5        | 7     | 0     | 4     | 0     | 0     | 29    | 0        | .224  | .252     | .336     | .589  |
| 2023      | オリックス | 47    | 38    | 36    | 11    | 6     | 0        | 0        | 1        | 9     | 3     | 5     | 1        | 2     | 0     | 0     | 0     | 0     | 7     | 0        | .167  | .167     | .250     | .417  |
| 2024      | オリックス | 4     | 2     | 2     | 1     | 0     | 0        | 0        | 0        | 0     | 0     | 0     | 1        | 0     | 0     | 0     | 0     | 0     | 0     | 1        | .000  | .000     | .000     | .000  |
| 通算：7年 | 通算：7年  | 342   | 537   | 488   | 84    | 97    | 18       | 5        | 5        | 140   | 26    | 50    | 16       | 28    | 0     | 19    | 0     | 2     | 142   | 5        | .199  | .232     | .287     | .519  |

- 2024年度シーズン終了時

### 年度別守備成績
| 年 度 | 球 団      | 一塁  | 一塁  | 一塁  | 一塁  | 一塁  | 一塁     | 外野  | 外野  | 外野  | 外野  | 外野  | 外野     |
| 年 度 | 球 団      | 試 合 | 刺 殺 | 補 殺 | 失 策 | 併 殺 | 守 備 率 | 試 合 | 刺 殺 | 補 殺 | 失 策 | 併 殺 | 守 備 率 |
| ----- | ---------- | ----- | ----- | ----- | ----- | ----- | -------- | ----- | ----- | ----- | ----- | ----- | -------- |
| 2019  | オリックス | -     | -     | -     | -     | -     | -        | 52    | 69    | 3     | 0     | 0     | 1.000    |
| 2020  | オリックス | -     | -     | -     | -     | -     | -        | 68    | 90    | 5     | 2     | 1     | .979     |
| 2021  | オリックス | -     | -     | -     | -     | -     | -        | 58    | 57    | 2     | 2     | 0     | .967     |
| 2022  | オリックス | 6     | 29    | 1     | 0     | 3     | 1.000    | 69    | 79    | 2     | 1     | 0     | .988     |
| 2023  | オリックス | 1     | 2     | 0     | 0     | 0     | 1.000    | 42    | 29    | 0     | 0     | 0     | 1.000    |
| 2024  | オリックス | -     | -     | -     | -     | -     | -        | 3     | 0     | 0     | 0     | 0     | -        |
| 通算  | 通算       | 7     | 31    | 1     | 0     | 3     | 1.000    | 292   | 324   | 12    | 5     | 1     | .985     |

- 2024年度シーズン終了時

### 記録
初記録
- 初出場：2018年10月5日、対福岡ソフトバンクホークス25回戦（京セラドーム大阪）、8回裏にステフェン・ロメロの代走で出場
- 初打席・初安打：2019年4月2日、対福岡ソフトバンクホークス1回戦（京セラドーム大阪）、9回裏に西浦颯大の代打で出場、川原弘之から右前安打
- 初先発出場：2019年4月3日、対福岡ソフトバンクホークス2回戦（京セラドーム大阪）、9番・左翼手で先発出場
- 初打点：2019年4月27日、対埼玉西武ライオンズ4回戦（京セラドーム大阪）、6回裏に野田昇吾から左前適時打
- 初本塁打：2019年7月6日、対福岡ソフトバンクホークス14回戦（ほっともっとフィールド神戸）、5回裏に大竹耕太郎から左越3ラン

### 背番号
- 12（2015年 - 2016年）
- 64（2017年）
- 121（2018年 - 同年7月30日）
- 93（2018年7月31日 - 2019年）
  - 2018年のアジアウインターリーグでも、NPBウエスタン・リーグ選抜で着用
- 41（2020年 - ）